# Kiçik Kirs Dağı
Kiçik Kirs Dağı (armeniska: Pok’r K’irs Lerr, Փոքր Քիրս Լեռ, ryska: Гора Малый Кирс) är ett berg i Azerbajdzjan.   Det ligger i distriktet Şuşa Rayonu, i den sydvästra delen av landet, 280 km väster om huvudstaden Baku. Toppen på Kiçik Kirs Dağı är 2 346 meter över havet, eller 131 meter över den omgivande terrängen. Bredden vid basen är 1,2 km.
Terrängen runt Kiçik Kirs Dağı är huvudsakligen kuperad, men österut är den bergig. Närmaste större samhälle är Shushi, 9,9 km norr om Kiçik Kirs Dağı. 
Trakten runt Kiçik Kirs Dağı består i huvudsak av gräsmarker. Runt Kiçik Kirs Dağı är det ganska glesbefolkat, med 29 invånare per kvadratkilometer.